# Take It or Leave It (sång)
Take It or Leave It är en låt av det Engelska rockbandet The Rolling Stones och finns med på den brittiska versionen av albumet Aftermath från 1966. Sången skrevs av gruppens sångare Mick Jagger och gruppens gitarrist Keith Richards. The Searchers gjorde en cover på låten som släpptes som singel den 13 april 1966.